# Cyphanthera racemosa
Cyphanthera racemosa är en potatisväxtart som först beskrevs av Ferdinand von Mueller, och fick sitt nu gällande namn av L. Haegi. Cyphanthera racemosa ingår i släktet Cyphanthera, och familjen potatisväxter. Inga underarter finns listade i Catalogue of Life.